# 斑翡翠
斑翡翠（學名：Halcyon chelicuti）是翠鳥科翡翠屬的一種鳥類，原生於非洲。

## 分佈
本種原生於撒哈拉沙漠以南非洲絕大部份地區，但不包括剛果河流域的叢林地帶、非洲之角、納米比沙漠及南非等乾旱或较冷地區。
本種通常棲息於林地、灌木叢及疏林草原，但會避開人類的田地。